# Vespa

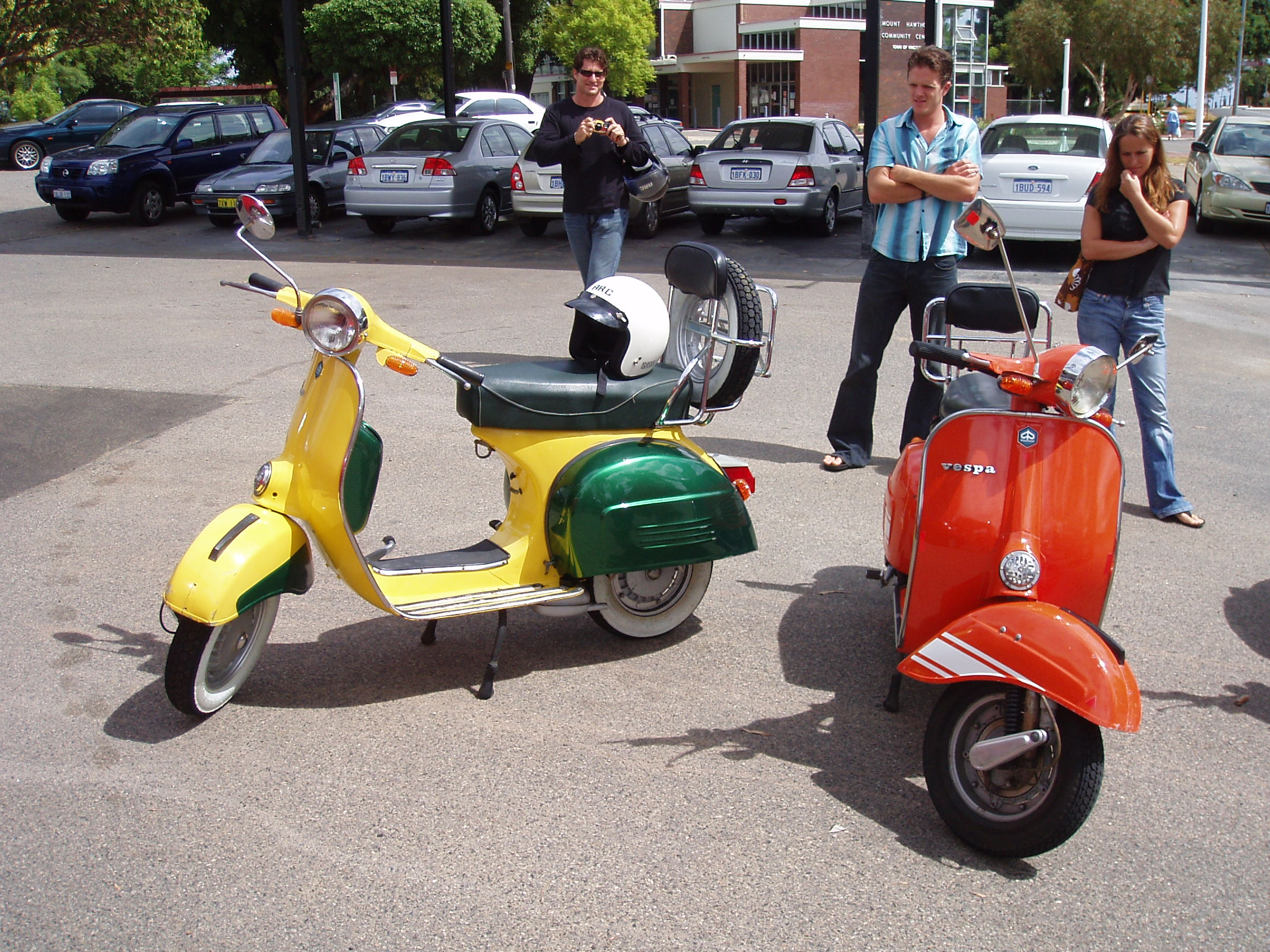
Vespa clasice în Perth, Australia de Vest

Vespa este un brand italian de scutere și mopede produse de Piaggio. Numele înseamnă viespe în italiană. Vespa a evoluat de la un singur model de scuter fabricat începând cu anul 1946 de Piaggio & Co. S.p.A. în Pontedera, Italia, la o linie completă care exista si astăzi.  
Încă de la început, scuterele Vespa au fost cunoscute pentru cadrul unitar (dintr-o singura bucata), construit din oțel presat, vopsit, care combină într-o unitate structurală unificată, o carcasă completă pentru motor (închiderea mecanismului motorului și ascunderea murdăriei provocate de acesta), o placă plată (care asigură protecția picioarelor), și un carenaj frontal proeminent (care oferă protecție împotriva vântului).

## Istorie

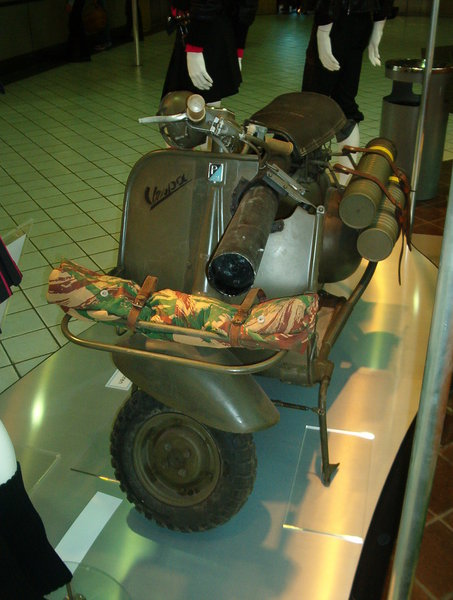
Vespa 150 TAP, modificată pentru parașutiștii francezi care purtau (nu trageau de pe scuter) o armă antitanc.

După al Doilea Război Mondial, în lumina acordului său de a înceta activitățile de război cu Aliații, Italia a avut industria aeronautică sever restricționată atât în ceea ce privește capabilitățile, cât și capacitățile sale.
Piaggio a ieșit din conflict cu uzina sa de avioane din Pontedera, demolată de bombardamente. Economia deja paralizată a Italiei și starea dezastruoasă a drumurilor sale nu au favorizat imediat redezvoltarea pieței auto. Enrico Piaggio, fiul fondatorului Piaggio, Rinaldo Piaggio, a decis să părăsească domeniul aeronautic pentru a răspunde nevoii urgente a Italiei, care avea nevoie de un mod de transport modern și accesibil pentru mase.

## Design

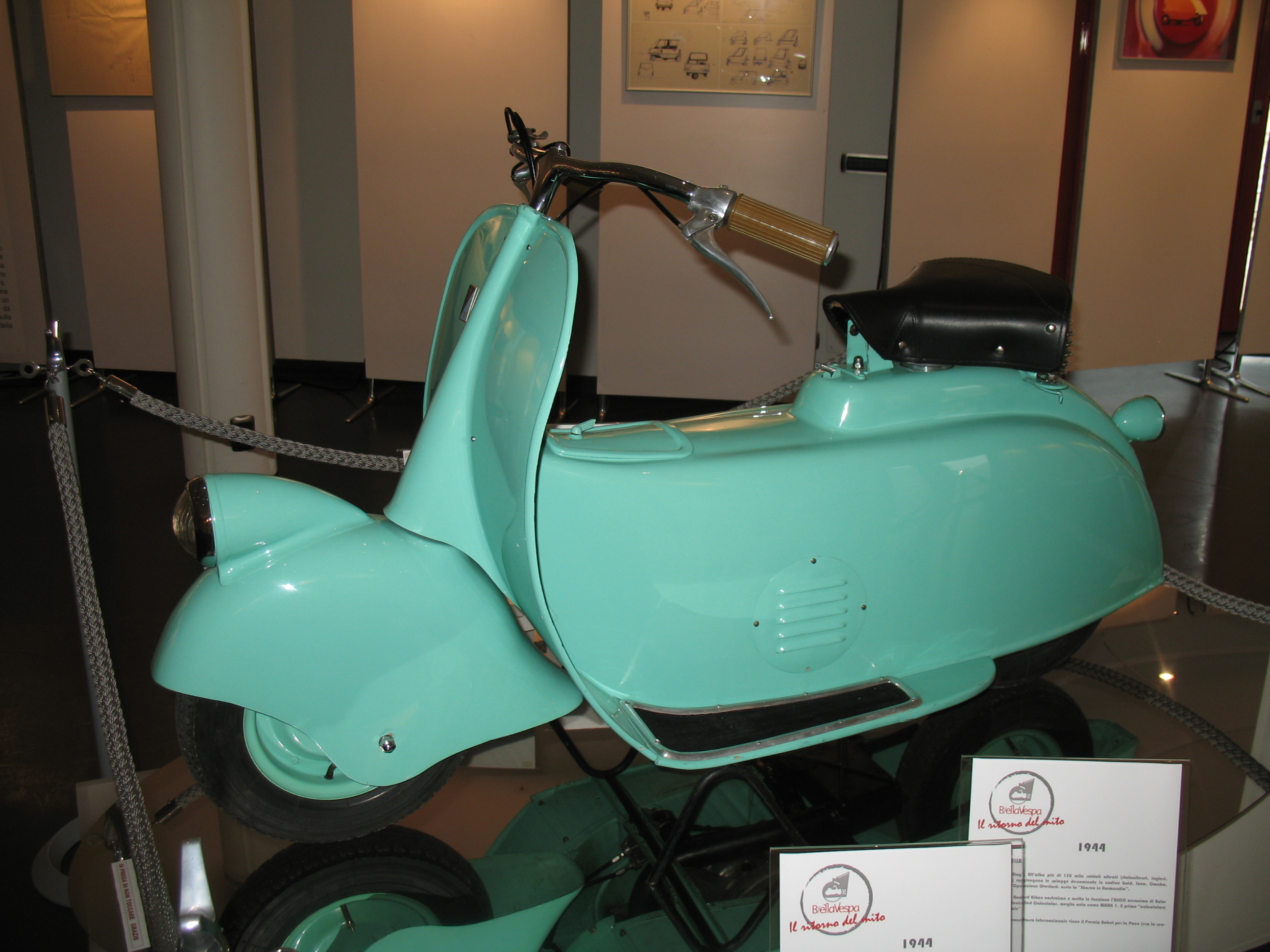
Piaggio MP5 „Paperino”, prototipul inițial Piaggio

În 1944, inginerii Piaggio Renzo Spolti și Vittorio Casini au proiectat o motocicletă cu caroserie care înconjoară complet transmisia și formează o protecție înaltă împotriva stropilor de apă veniți din față. Pe lângă caroserie, designul includea comenzi montate pe ghidon, răcire forțată cu aer, roți cu diametru mic și o secțiune centrală înaltă care trebuia să fie încărcată. Cunoscut oficial ca MP5 („Moto Piaggio nr. 5”), prototipul a fost supranumit „Paperino” (înseamnă „Rațoiul Donald” în italiană).  Piaggio a fost nemulțumit de MP5, în special de secțiunea centrală înaltă. Acesta l-a contractat pe inginerul aeronautic Corradino D'Ascanio pentru a reproiecta scuterul.  D'Ascanio, care mai devreme fusese consultat de Ferdinando Innocenti cu privire la proiectarea și fabricarea scuterelor, a făcut imediat cunoscut faptul că ura motocicletele, crezând că sunt voluminoase, murdare și nesigure. 
Prototipul MP6 desenat de D'Ascanio avea motorul montat lângă roata din spate. Roata era antrenată direct de transmisie, eliminând lanțul de transmisie, uleiul și murdăria asociate cu acesta. Prototipul, avea un cadru unitar cu panouri exterioare din oțel care suportă tensiunile.  Aceste modificări au permis modelului MP6 să aibă un design peste care poți trece picioarele mai ușor, în loc de o secțiune centrală înaltă precum cea a lui MP5 Paperino. Designul MP6 a inclus, de asemenea, o suspensie față cu un ax cu un singur punct de prindere, roți interschimbabile față și spate montate pe axe și o roată de rezervă. Alte caracteristici ale lui MP6 erau similare cu cele de pe Paperino, inclusiv comenzile montate pe ghidon și caroseria închisă cu apărătoarea frontală înaltă împotriva stropilor. 
Când a văzut modelul MP pentru prima dată, Enrico Piaggio a exclamat: "Sembra una vespa!" („Arată ca o viespe!”) Piaggio și-a numit efectiv noul scuter pe loc.   Vespa este atât în latină, cât și în italiană cuvăntul folosit pentru viespe - derivat din forma caroseriei vehiculului: partea din spate mai lată, conectată la partea din față printr-o talie îngustă, iar tija de direcție semăna cu niște antene.

## Produs

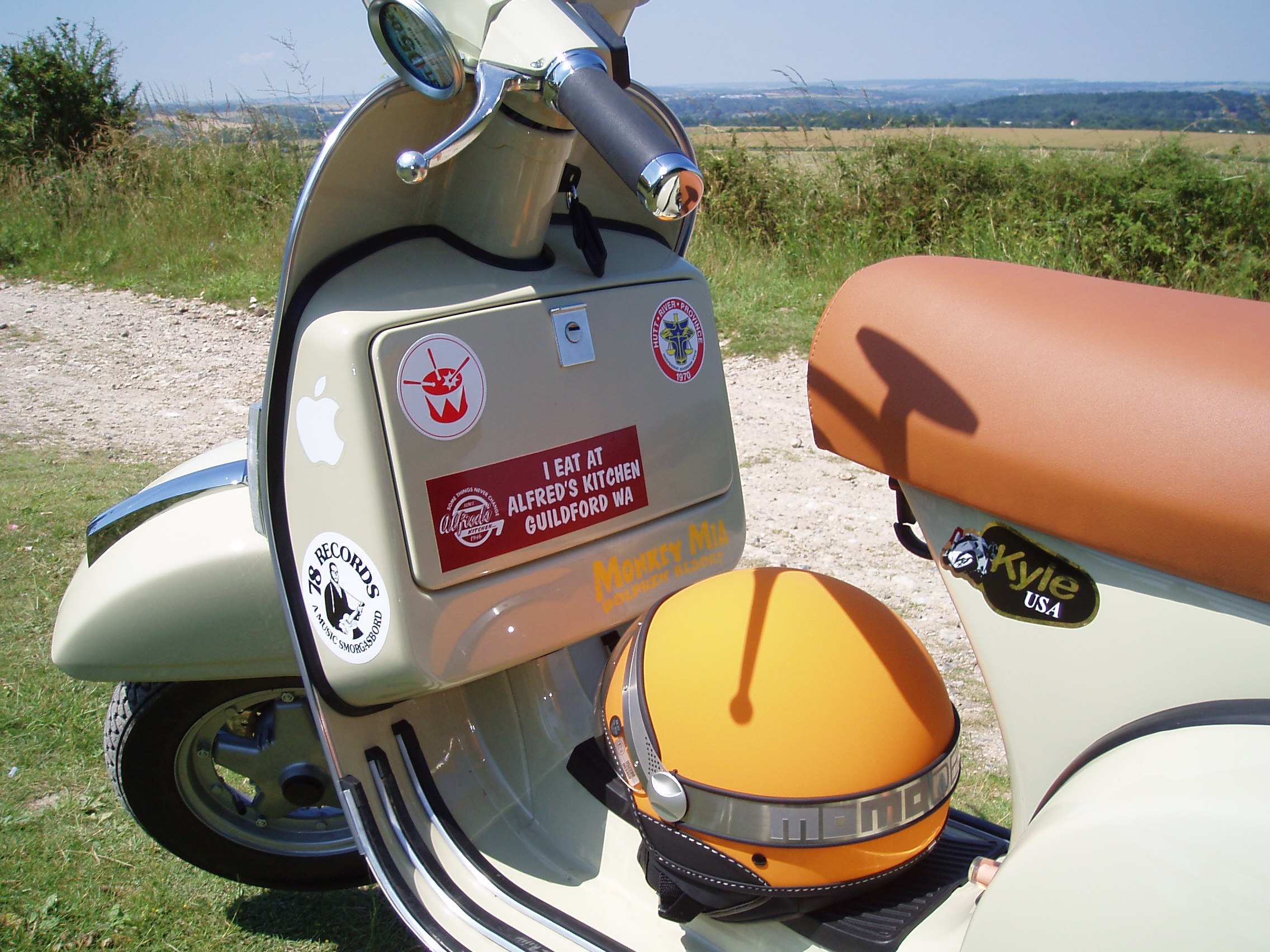
Torpedou pe mai noua Vespa PX

În data de  23 aprilie 1946, la ora 12, în biroul central pentru invenții, modele și mărci al Ministerului Industriei și Comerțului din Florența, Piaggio e C. S.p.A. a obținut un brevet pentru o „motocicletă de o complexitate rațională a organelor și elementelor, combinat cu un cadru și aripa fata și spate, și o carcasă care acoperă toate piesele mecanice”. 
Poate cea mai mare inovație a acestui model, care a contribuit la succesul său global, a fost prezența unei caroserii portante, care a înlocuit șasiul și care a acoperit în întregime motorul și principalele părți mecanice, rezultând o protecție eficientă împotriva elementelor și care poate permite utilizarea motocicletei folosind îmbrăcăminte de zi cu zi, spulberând reputația motocicletei care murdărește șoferul.
Scuterul avea suspensie spate rigidă/fixă și roți mici de 8 inches (200 mm), care au permis un design compact și mult mai mult spațiu pentru picioarele pilotului. Motorul cc în doi timpi de 98cc montat orizontal, acționa direct asupra roții motoare din spate printr-o transmisie cu trei trepte. Schimbarea vitezei controlată prin mâner rotativ a implicat un sistem de tije. Motorul timpuriu nu avea răcire cu aer forțat, dar palele ventilatorului au fost în curând atașate volantului - magneto (care găzduiește platina și generează electricitate pentru accesorii și pentru scânteia motorului) pentru a împinge aerul peste aripioarele de răcire ale cilindrului. Motorul modern Vespa este încă răcit astfel.
Prototipul MP6 conținea grile mari în față și în spatele, aripii spate, care acoperă motorul. Acest lucru a fost făcut pentru a permite aerului să pătrundă și să răcească motorul, deoarece prototipul nu avea răcire cu ventilator. Un ventilator de răcire similar cu cel utilizat pe prototipul MP5 „Paperino” a fost inclus în designul Vespa de producție, iar grilele au fost îndepărtate de pe aripă. 

## Lansare
Piaggio a depus un brevet pentru patentarea designului scuterului Vespa în aprilie 1946. Documentele de aplicare se refereau la un „model cu caracter practic” pentru o „motocicletă cu piese și elemente amplasate rațional cu un cadru combinat cu apărătoare de noroi și care acoperă toate părțile de lucru”, din care „întregul constituie o motocicletă rațională, confortabilă. oferind protecție împotriva noroiului și prafului fără a pune în pericol cerințele de aspect și eleganță”. Brevetul a fost aprobat în luna decembrie a anului următor.
Primele 13 unități au apărut în primăvara anului 1946 și și-au dezvăluit trecutul aeronautic. În primele exemplare, se poate recunoaște tehnologia tipică a aeronavelor. Atentia la aerodinamica este evidenta in tot designul, in special pe coada. A fost, de asemenea, unul dintre primele vehicule care a folosit o construcție monococă (unde caroseria este parte integrantă a șasiului).
Compania urmărea să producă noua Vespa în număr mare, iar experiența lor industrială a condus la o linie de producție de volum eficientă în stil Ford. Scuterul a fost prezentat presei la Roma Golf Club, unde jurnalistii au fost aparent nedumeriti de obiectul ciudat, de culoare pastelata, asemanator unei jucarii. Cu toate acestea, testele rutiere au fost încurajatoare și, chiar și fără suspensie spate, mașinăria a fost mai manevrabilă și mai confortabilă de condus decât o motocicletă tradițională.
După debutul public la Târgul de la Milano din 1946, primele cincizeci de bucăți s-au vândut încet. Odată cu introducerea plății în rate, vânzările au luat amploare.

## Vânzări și dezvoltare

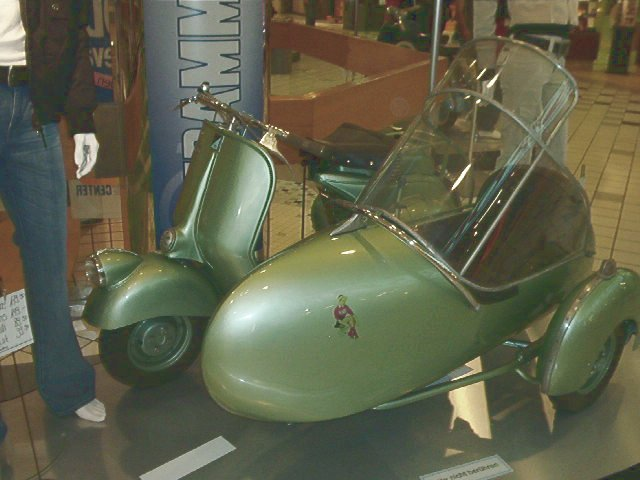
Vespa originală cu ataș atașat

Piaggio a vândut aproximativ 2.500 unități de Vespa în 1947, peste 10.000 în 1948, 20.000 în 1949 și peste 60.000 în 1950.
Cea mai mare campanie de vânzări Vespa, a fost făcută de Hollywood. În 1952, Audrey Hepburn a încălecat Vespa lui Gregory Peck în lungmetrajul Roman Holiday pentru o plimbare prin Roma, avănd ca rezultat peste 100.000 de vânzări. În 1956, John Wayne și-a descălecat calul în favoarea mașinii cu două roți pentru a se plimba inițial între platourile de filmare,  precum și Marlon Brando, Dean Martin și animatorul Abbe Lane deveniseră proprietari de Vespa. William Wyler l-a filmat pe Ben Hur la Roma în 1959, permițându-i lui Charlton Heston să abandoneze calul și carul între două reprize pentru a a da ture pe Vespa.  
Cluburile Vespa au început să apără în toată Europa, iar până în 1952, numărul de membri ai Cluburilor Vespa la nivel mondial, depășise 50.000. Pe la mijlocul anilor 1950, Vespa erau produse sub licență în Germania, Regatul Unit, Franța, Belgia și Spania; în anii 1960, producția a început în India, Brazilia și Indonezia. Până în 1956, un milion de exemplare au fost vândute, apoi două milioane până în 1960. Până în anii 1960, Vespa — concepută inițial ca un vehicul utilitar — a ajuns să simbolizeze libertatea și creativitatea care a dus la noi creșteri ale vânzărilor: patru milioane până în 1970 și zece milioane până la sfârșitul anilor 1980.
Au fost aduse îmbunătățiri designului inițial și au fost introduse noi modele. Vespa 125 din 1948 avea suspensie spate și un motor mai mare. Farul a fost mutat pe ghidon în 1953 și avea mai multă putere a motorului și un carenă spate restilizată. Era disponibilă și o versiune austeră mai ieftină. Unul dintre cele mai iubite modele a fost Vespa 150 GS introdusă în 1955 cu un motor de 150 cc, o șa lungă și unitatea ghidon-far carenată. Apoi au venit cele de 50 cc din 1963, iar în 1968 Vespa 125 Primavera a devenit una dintre cele mai durabile dintre toate.

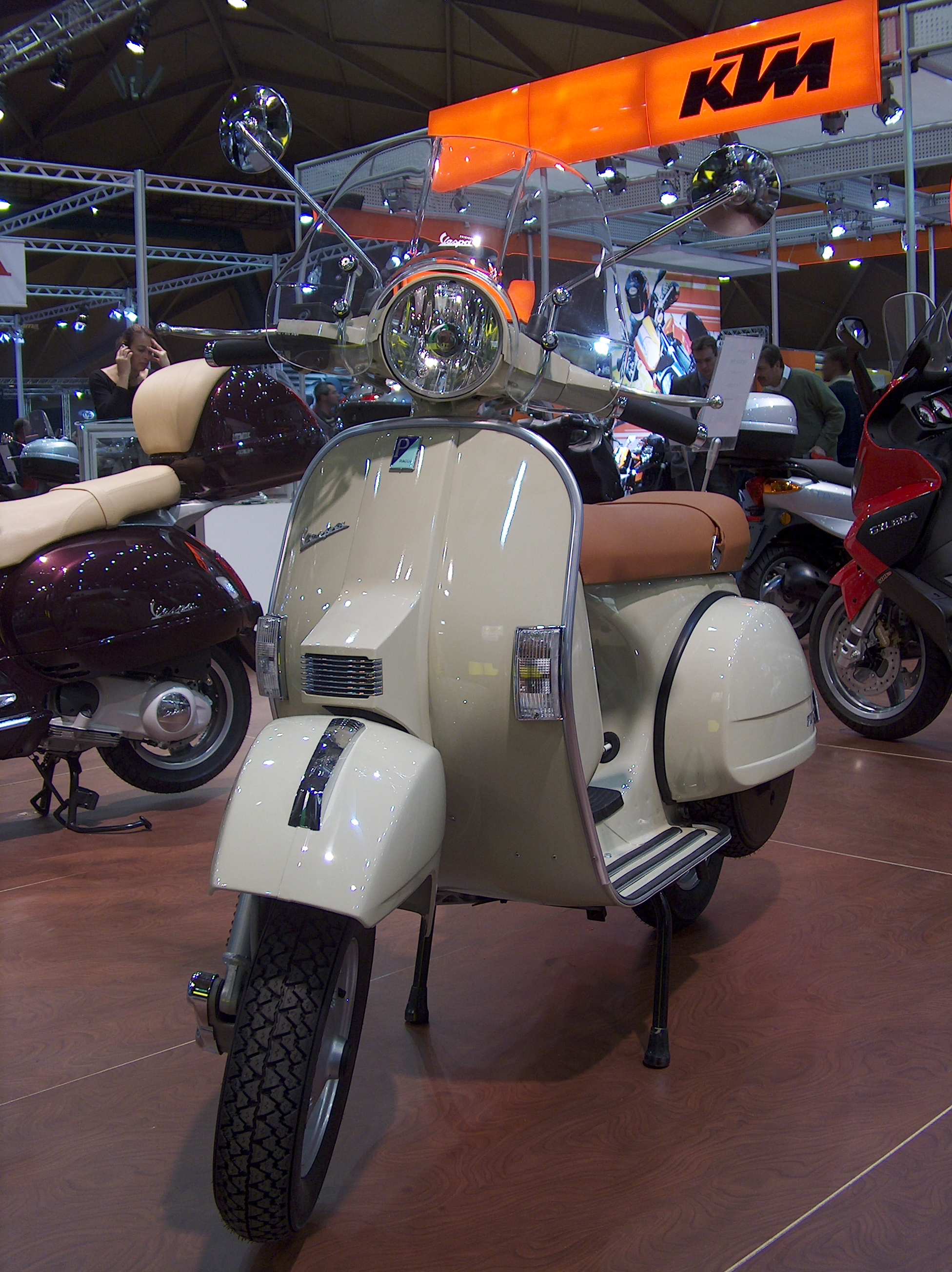
T5 Millennium din seria PX

Vespa vine în două dimensiuni, denumite „largeframe” (cadru mare) și „smallframe” (cadru mic). Modelel smallframe au venit cu motoare de 50 cc, 90 cmc, 100 cc și 125 cc, toate folosind un motor derivat din modelul de 50 cc din 1963 și scuterele cu cadru mare și cilindree de 125 cmc, 150 cmc, 160 cmc, 180 cc și 200 cc folosind motoare derivate din motorul VNA de 125 cc reproiectat, din 1957.
Vespa cu cadru mare (largeframe) a evoluat în gama PX la sfârșitul anilor 1970 și a fost produsă în versiuni de 125, 150 și 200. cc până în 2017. Începând din 1981, era disponibilă și o versiune cu motor de 80cc. Piaggio a reintrodus modelele PX 125 și 150 în 2011, cu un motor revizuit conform EURO3.
Cadrul mic (smallframe) a evoluat în gama PK la începutul anilor 1980, deși unele cadre mici în stil vintage au fost produse pentru piața japoneză până la mijlocul anilor 1990.

## După 2000 și mai departe
Gama modelelor ET a rămas fidelă principiilor de design viespe/aero. Era mai usoara, mai aerodinamica, avea cutie de viteze automata si putea prelua o serie de motoare de la un 50. cc în doi timpi sau în patru timpi, până la 150 cc în patru timpi. 

### Sub noua proprietate
În 1959, Piaggio a intrat sub controlul familiei Agnelli, proprietarii  Fiat S.p.A. Vespa a prosperat până în 1992, când Giovanni Alberto Agnelli a devenit CEO, dar Agnelli suferea deja de cancer și a murit în 1997. În 1999, Morgan Grenfell Private Equity a achiziționat Piaggio, dar o vânzare rapidă, dorită de cumpărători,  a fost anulată de un joint venture eșuat din China.
În 2003, compania a ajus aproape de faliment. Schimbările continue de management și sumele mari cheltuite în alte direcții și produse diferite au provocat datorii firmei Piaggio și lăsând-o vulnerabilă în fața concurenței din partea rivalilor asiatici, care aveau produse mai ieftine. În ciuda acestui fapt, marca era încă binecunoscută și produse precum Vespa ET4 câștigau o publicitate pozitivă. În octombrie 2003, Roberto Colaninno a făcut o investiție inițială de 100 de milioane de euro prin holdingul său Immsi S.p.A. în schimbul a puțin sub o treime din Piaggio și a mandatului de CEO. Directorul executiv Rocco Sabelli a reproiectat fabrica după principii japoneze, astfel încât fiecare scuter Piaggio să poată fi fabricat pe orice linie de asamblare.
În 2004, compania a introdus un scuter hibrid bazat pe gaz-electric și un scuter cu două roți în față și una în spate.
Piaggio a achiziționat producătorul  Aprilia în 2006 și, în același an, acțiunile Piaggio au fost lansate pe Borsa Italiana cu simbolul de listare PIAGF.

### Reintrare în America de Nord
Piaggio a revenit pentru prima dată pe piață în 2001 cu ET2 (în doi timpi de 50 cc) și ET4 (în patru timpi de 150 cc). În 2004, PX (modelul anului 2005) a fost reintrodus în America de Nord pentru a satisface cererea pieței pentru designul clasic Vespa. Creșterea pe piața din SUA și preocupările de mediu la nivel mondial au însemnat nevoia de motoare mai mari și mai curate, așa că Vespa a dezvoltat seria de motoare în patru timpi LEADER (Low Emissions Advanced Engine Range). Cadrul mai mare Granturismo, cu roți mărite de 12 inches (300 mm), a fost introdus pentru a gestiona puterea suplimentară. Modelul din 2006 a dat naștere la versiunea emblematică GTS-250ie, cu o suspensie îmbunătățită și noul motor QUASAR (QuArter-liter Smooth Augmented Range) motor cu injecție de combustibil  de 250 cc, capabil să depășească 80 mph (120 kmh). La sfârșitul anului 2010, GTS 250 a fost înlocuit cu GTS 300, care are un motor de 278 cmc pe injectie. În 2005, ET a fost retras din Europa și America de Nord și înlocuit cu un nou scuter cu cadru mic, gama LX. Acestea au fost disponibile în SUA în versiuni de 50 cc și 150  cc, în timp ce europenii puteau alege un 50 cc, 125 cc și 150 cc.

## Design iconic

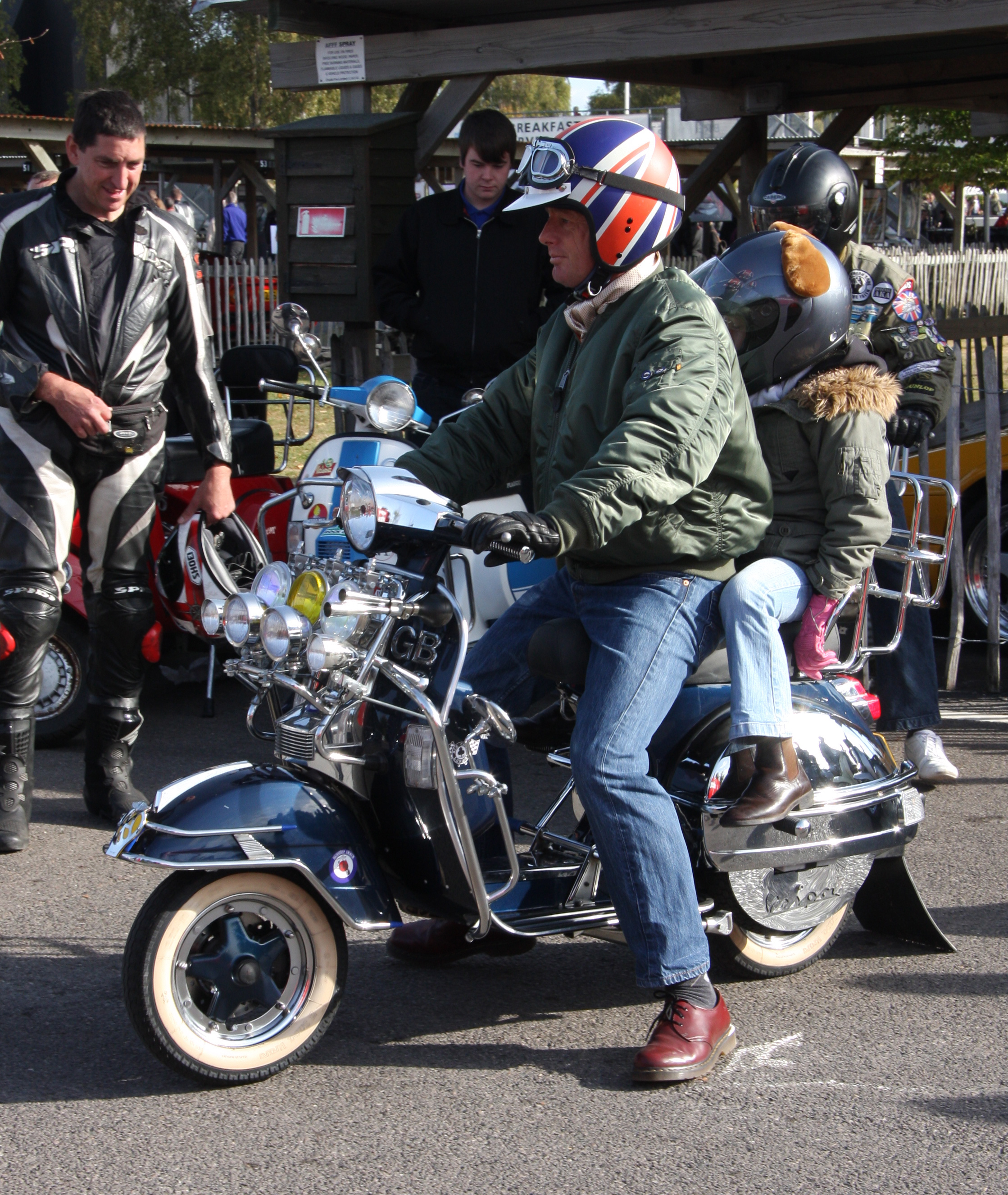
Vespa modificată ca fiind populară în cultura mods / skinhead

În ultimii ani, mulți navetiști urbani au achiziționat Vespa moderne sau au recondiționat modele clasice. Lipsa locurilor de parcare pentru automobile în zonele urbane mari și costurile reduse de funcționare ale Vespa sunt doar două motive pentru creșterea popularității Vespa (și a altor scutere). Folosirea culturală a scuterului ca vehicul de agrement cu un public sub-cultural în SUA, Canada și părți din Europa și Japonia a contribuit, de asemenea, la creșterea deținerii Vespa. În schimb, Vespa este considerată un vehicul utilitar pentru transportul de produse și uneori până la 5 membri ai familiei în mare parte din Asia și Mexic.
Această renaștere a interesului pentru scutere de epocă a generat, de asemenea, o industrie de restaurare și recondiționare a scuterelor, multe Vespa restaurate fiind exportate din Thailanda, Vietnam și Indonezia în restul lumii (neconținând un nivel mare de originalitate).   
Există un muzeu și un magazin cu suveniruri si produse Piaggio, adiacent fabricii din centrul orașului Pontedera, lângă Pisa, Toscana în Italia. Expoziția permanentă include acele articole care au vizitat locații precum Guggenheim din New York și Centrul Pompidou din Paris. De asemenea, este expus un model personalizat de Salvador Dalí în 1962.
Muzeul Auto din Miami din North Miami, Florida, susține că are cea mai mare colecție de scutere Vespa, cu peste 400 de de bucăți. 

## Piețele globale

### Europa
Cea mai mare piață Vespa la nivel global este încă Italia, dar ca urmare a subculturii Mod care s-a dezvoltat în anii 1960, Regatul Unit este încă a doua cea mai mare piață Vespa - și la un moment dat în anii 1960, cea mai mare. Atractia  mods asupra Vespa a fost legată și de protecția împotriva intemperiilor. Omologii lor, rockerii au condus motociclete clasice britanice, cum ar fi Triumph Bonneville și BSA, și trebuiau să poarte piele împotriva intemperiilor. Mods și-ar modifica Vespa, adăugând lumini, mascote, accesorii, diverse suporturi și bare de protecție. Un nou stil de viață a evoluat în Marea Britanie, mii de oameni participând la întâlniri cu scutere .
Dominația scuteleor Vespa a scăzut în anii 1970, pe măsură ce proprietatea de mașini mici a crescut și scutele ieftine și de încredere, cum ar fi Honda Super Cub, au înregistrat vânzări importante. În ciuda introducerii gamei „P” mai moderne în anii 1970, lipsa dezvoltării a costat-o pe Vespa și, ca și alte piețe, vânzările au scăzut drastic în boom-ul economic din anii 1980. Apoi Vespa a introdus ET2 automat la modă, orașul Londra a introdus taxa de congestionare și, parțial cu ajutorul indirect al celebrului bucătar Jamie Oliver din seria sa de televiziune BBC2, vânzările au crescut brusc. 

### America de Nord

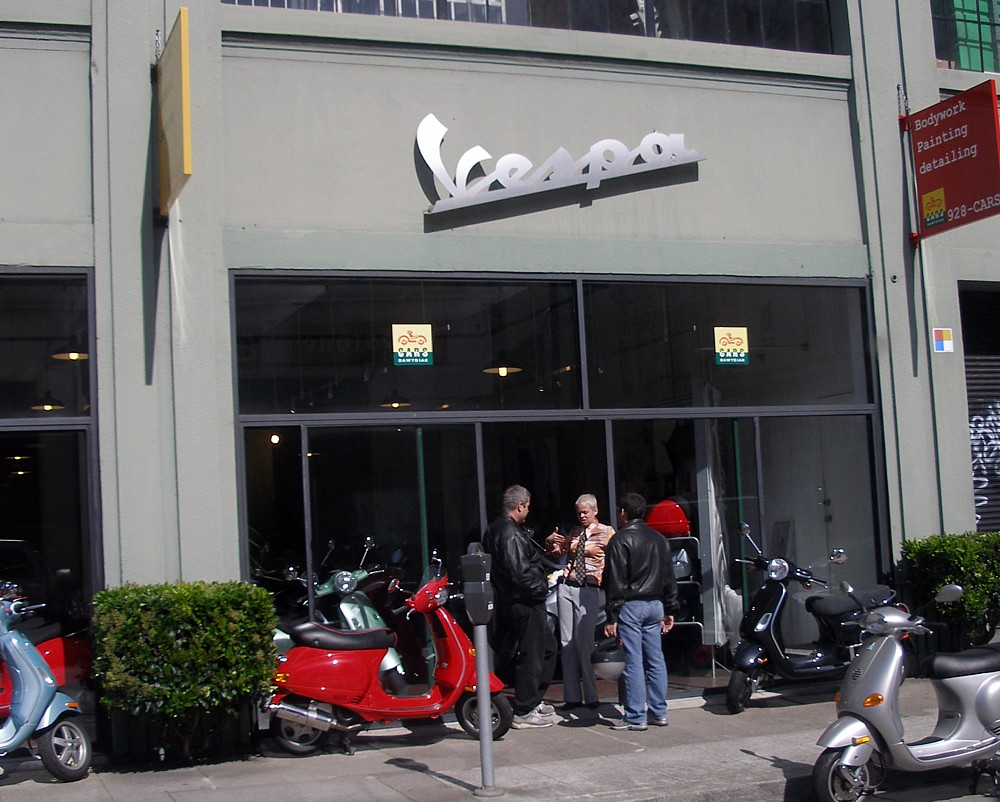
Un magazin Vespa din San Francisco

Așa cum Piaggio a folosit scuterul Cushman Army ca inspirație pentru designul său, a făcut, la rândul său, scutere pentru Sears, Roebuck &amp; Company (etichetate și comercializate ca scutere „Allstate”) și Cushman după al Doilea Război Mondial. 
Importate de Morton Colby de la Colby General Tire Company, 662 East Fordham Road, Bronx, New York, modelele Sears erau de  modele Vespa de 125 cc cu 3 și 4 viteze,  redenumite Sears Allstate Cruiseaires . De asemenea, Innocenti și-a distribuit brandul Lambretta prin catalogul lui Montgomery Ward în această perioadă de după cel de-al Doilea Război Mondial. Acestea au fost mărcile principale de scutere, aducând prețuri atractive pentru mulți, inclusiv fermieri, a căror legătură cu lumea exterioară se făcea prin achizițiile din aceste cataloage. Cushman a vândut scutere Vespa redenumite Cushman, dar mulți dealeri Cushman au refuzat să comercializeze un vehicul „străină”. Cu toate acestea, colecționarii apreciază Vespa Cushman pentru că este relativ rară.
Două procese costisitoare pentru răspunderea pe produs (product-liability), concurența sporită din partea scuterelor japoneze și adoptarea de către anumite state a așa-numitelor „legi verzi” au dus la falimentul importatorului american al Vespa și la retragerea Vespa de pe piața americană la sfârșitul anului 1981.
În perioada 1981-2001, în ciuda absenței vânzărilor interne de pe piața americană, Vespa a continuat să aibă un grup important de pasionați care au întreținut scutere clasice pe șosele, reconstruind, restaurând și adăugând piese de motor care îmbunătățesc performanța, pe măsură ce piesele originale, dispăreau de la vânzare.
Vespa a revenit pe piața din Statele Unite în 2001 cu o nouă serie ET în stil mai modern, în 50. cc în doi și patru timpi și 150 cc în patru timpi. „Aceste ajustări ale puterii motorului și producția de Vespa „touring” de ultimă generație o fac potrivită pentru conducerea pe distanțe lungi.”  Potrivit Motorcycle Industry Council, vânzările de scutere din SUA au crescut de cinci ori în șase ani, crescând de la 12.000 de unități în 1997 la 69.000 de unități în 2002. Vânzările de Vespa în SUA au crescut cu 27% între 2001 și 2002. Cele 65 de „Magazine Vespa” răspândite în SUA le-au oferit scuteriștilor un loc unde să cumpere, să întrețină și să personalizeze scutere Vespa și să se îmbrace în orice, de la ceasuri și căști Vespa până la jachete, tricouri și ochelari de soare Vespa. Vespa și-a reluat eforturile de vânzări americane, deschizând primul său butic pe Ventura Boulevard din Sherman Oaks, California .
Având în vedere creșterea semnificativă a vânzărilor din SUA, Vespa a dezvoltat modelul GT, oferit ca variante de 200 cc în patru timpi și  de 125 cc în Europa. În 2004, Vespa a reintrodus în Statele Unite un PX 150 modernizat. În toamna anului 2005, Piaggio a oferit cel mai bine vândut scuter Vespa de până acum, GTS-ul 250 cu motor de 250 cc, disponibil în Europa cu ABS. În 2009, Vespa a lansat GTS 300, care poate rula cu viteze între 105-113 km/h (65-70 mp/h). 

### Asia Pacific
Vespa a exportat scutere pe alte continente, până în Australia, încă din anii 1960. Recent, au început să exporte pentru prima dată în India (în mod tradițional, piața locală era deservită de versiuni indiene licențiate ale Vespa fabricate de LML și Bajaj). Vespa produce unele dintre scuterele sale în Vietnam și și-a vândut acolo și pe cele italiene. 

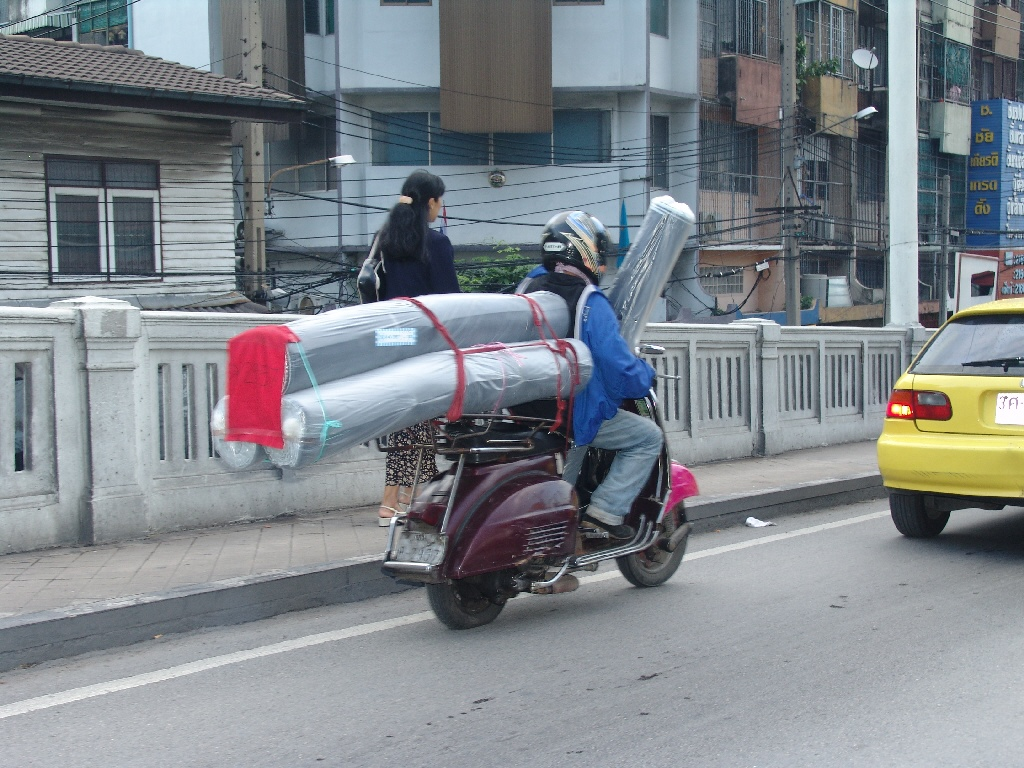
Bangkok : Vespa folosită pentru a transporta marfă

Scuterele Vespa au fost vândute in afara continentelor Europa și America de Nord. La extinderea pe aceste piețe, era obișnuit ca Vespa să colaboreze cu producătorii existenți sau să licențieze anumite modele.

### India
Piaggio a licențiat pentru prima dată producția de scutere  în India către Bajaj Auto în anii 1960. În 1971, licența Piaggio nu a fost reînnoită, datorită programelor de privatizare ale primului ministru Indira Gandhi de atunci. După încheierea colaborării, Bajaj a continuat să producă scutere bazate pe designul Vespa, și anume Chetak .
Un alt partener Vespa din India a fost  LML Motors . Începând ca un joint-venture cu Piaggio în 1983, LML, pe lângă faptul că este un mare furnizor de piese pentru Piaggio, a produs scutere din seria P pentru piața indiană . În 1999, după o dispută prelungită cu Piaggio, LML a răscumpărat participația Piaggio în companie și parteneriatul a încetat. LML a continuat să producă (și, de asemenea, să exporte în alte țări și pe alte continente) varianta P-Series cunoscută sub numele de Stella pe piața din SUA și sub alte nume pe diferite piețe. Fabrica LML care a produs aceste variante din seria P a emis un aviz de insolvență pe 2 iunie 2017 și a fost închisă definitiv în 2018.
În cadrul expoziției Auto Expo din 2012 desfășurat la New Delhi, emblematica Vespa a reintrat pe piața indiană. Piaggio și-a dezvăluit gama sa de scutere la Expo. Aceasta a devenit prima astfel de acțiune a Piaggio din India fără un partener local. 

### Indonezia
Danmotor Vespa Indonesia (DMVI) a fost un joint venture înființat datoită intereselor indoneziene și East Asiatic Company, care avea sediul în Danemarca. Între 1972 și 2001, a produs Vespa sub licență pentru piața indoneziană.   În 1976 au fost produse aproximativ 40.000 de unități, dând DMVI a treia cea mai mare cotă a pieței indoneziene de scutere. Stimulentele fiscale guvernamentale au permis ca aceste scutere să fie exportate în Thailanda la un preț mai mic decât prețul pieței interne, astfel încât să fie competitive din punct de vedere economic.  DMVI a construit doar modele de 90 și 150cc. Din 1972, compania a fost situată într-o fabrică special construită în Pulo Gadung . Acesta a fost extinsă în 1977 pentru a produce și subcomponente, în urma unui decret guvernamental conform căruia ar trebui să fie utilizată o proporție mai mare din acestea construite pe plan intern. Subcomponentele au fost cumpărate și de la alți producători indonezieni, după ce calitatea lor a fost aprobată de Piaggio. 

### Taiwan
Vespa a avut diverse parteneriate și este prezență în continuare Taiwan. În 1965, Taiwan Vespa Co. Ltd a primit licență pentru producția de scutere Vespa. Din 1972 până în 1982, Vespa a intrat într-o colaborare cu producătorul de scutere PGO . În 1978, Vespa a intrat într-o colaborare cu TGB, care, într-o oarecare măsură, continuă și în prezent (și anume cu producția de transmisii CVT).

### Regatul Unit
În 1951, producătorul de motociclete Douglas, carea avea probleme financiare în acel moment, a început producția de scutere Vespa cu licență Piaggio în Bristol, cu o piață care include unele țări din Commonwealth, precum și Marea Britanie. A fost un an în care a fost, de asemenea, prima întâlnire a noilor cluburi de scutere Vespa, cu aproape 20.000 de participanti care s-au prezentat la eveniment.  Westinghouse a preluat Douglas în 1955 și, în timp ce producția de motociclete a fost oprită în 1957, producția de Vespa în Marea Britanie a continuat până în 1965. 
Douglas era mai mult decât o simplă fabrică de asamblare a pieselor Piaggio; multe dintre modelele realizate de Douglas aveau un procent ridicat de piese fabricate în propria fabrică, cum ar fi  (chiulase, componente ale cutiilor de viteze, tamburii de frână și alte piese mecanice ) sau de companiile producătoare din Marea Britanie ( de exemplu, scaunele, carburatoarele, anvelopele și unele componente electrice au fost produse). în Regatul Unit. Modelele realizate de Douglas au fost în primul rând Vespa 125 și 150 (VBB). 
Douglas a produs Vespa care erau adesea depășite în comparație cu modelele italiene fabricate în acelasi timp. Douglas nu a reușit să îndeplinească numărul de producție sperat de Piaggio, deși după ce producția a încetat în 1965, Douglas a rămas importatorul britanic pentru scutere Vespa până la dispariția sa în 1982. 

### Spania
În 1953, o fabrică din Madrid, Spania,  a început producția de scutere sub emblema Motovespas, producția continuând până în anii 2000. Fabrica a fost demolată în 2001.

### Uniunea Sovietică
Între 1956 și 1966, Vyatka a construit și vândut în URSS o versiune neautorizată, copiată în cea mai mare parte, cu inginerie inversă a Vespa. Aceasta a fost retrasă după protestele Piaggio. 

## Competitii sportive
În anii 1950 și începutul anilor 1960, scuterele Vespa și Lambretta s-au întrecut în competiții împotriva motocicletelor, adesea câștigând cursele de capacitate similară. La mijlocul anilor 1960, motoarele de motociclete au devenit mai mari și mai rapide și s-a creat un decalaj de capacitate. Din anii 1980, cursele Vespa și Lambretta au devenit un sport serios în Statele Unite. Există diferite clase în Statele Unite, în funcție de asociația de curse. Ele sunt in general:
- Clasa cadru mic: clasa deschisă până la 152 cc
- Clasa de automate
- Clasa Speciale

## Modele
Au existat peste 100 versiuni diferite ale Vespa. Astăzi sunt în producție serii cu transmisie moderna CVT, precum GTS, GTV, Primavera si altele.

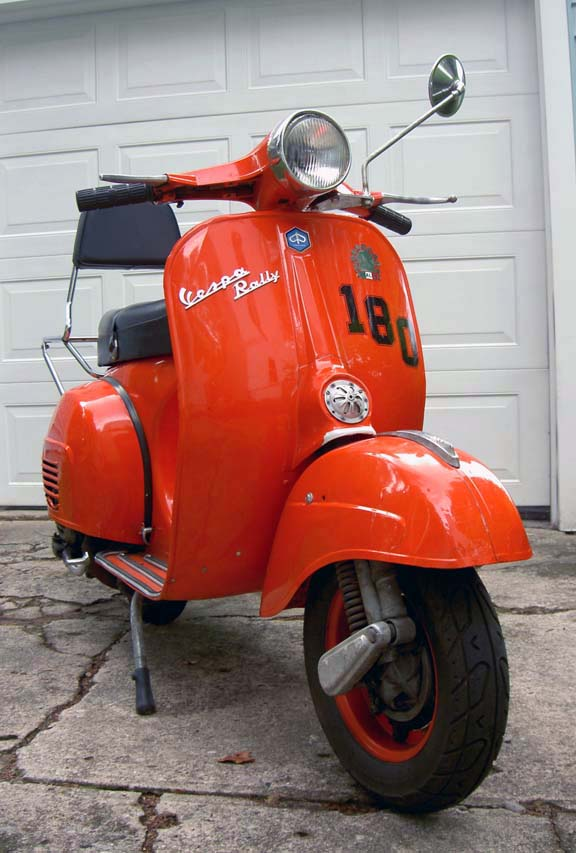
1969 Vespa Rally 180

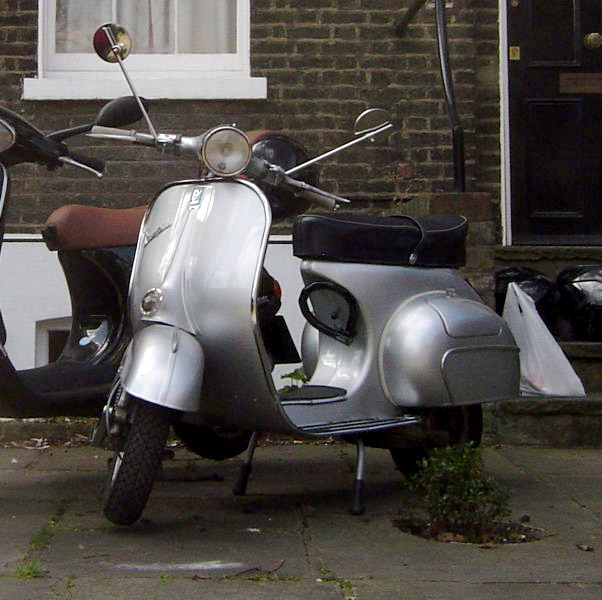
1963 VBB Standard 150

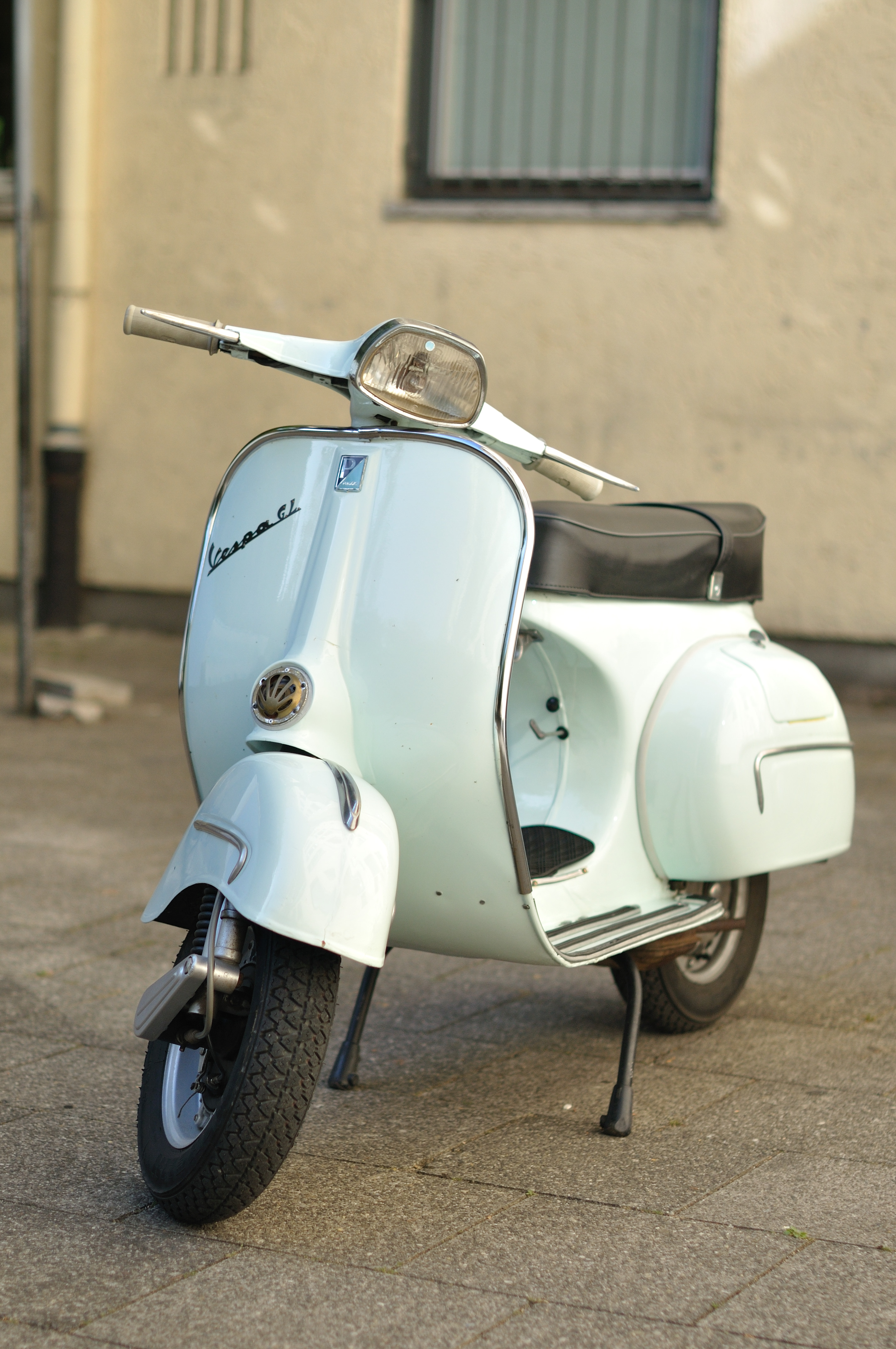
1963 Vespa 150 GL

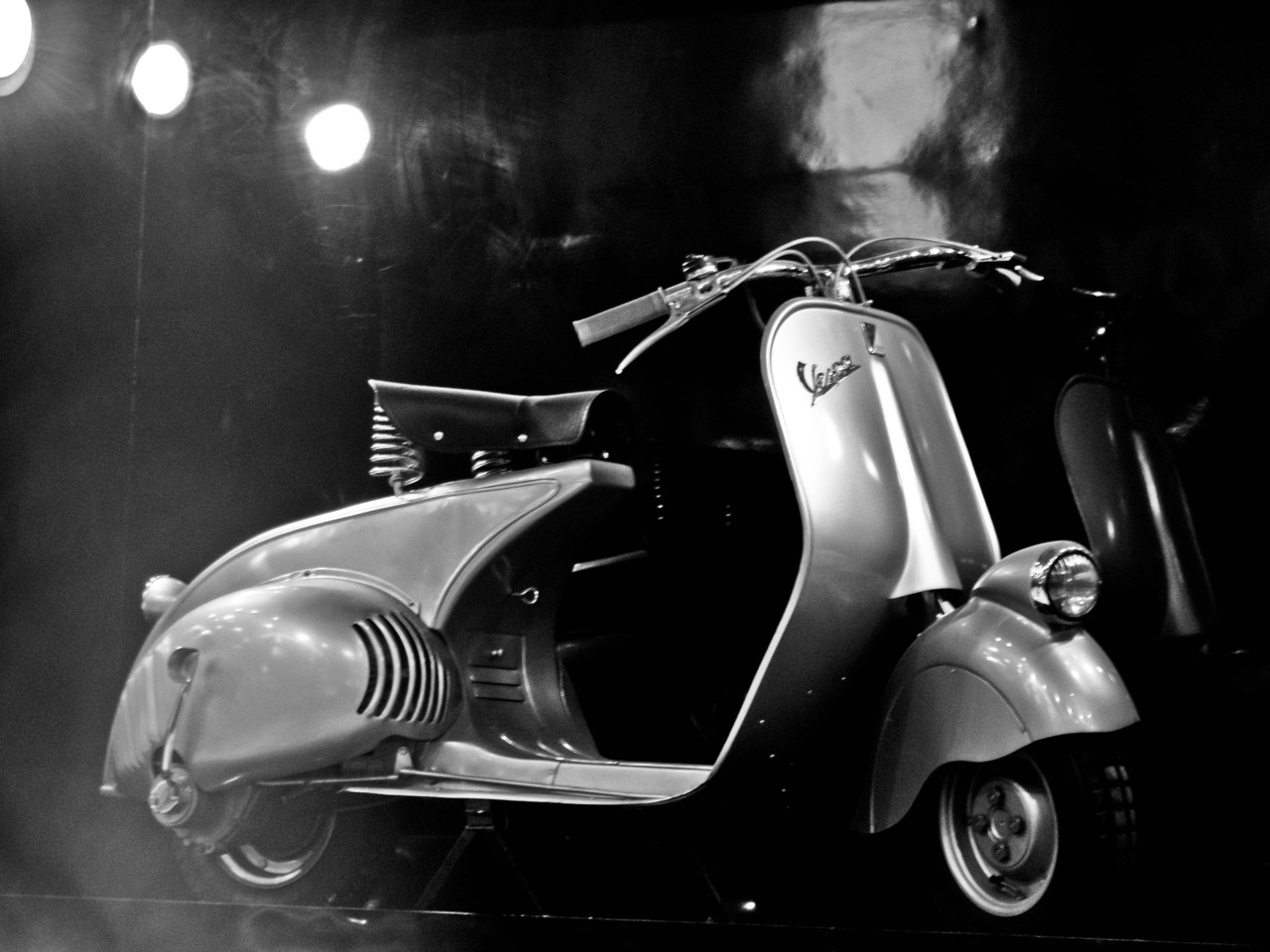
Vintage Vespa AutoExpo, Delhi, India

### Istoric
- Paperino – prototipul original realizat în 1945 la Biella
- Vespa 150 TAP – O Vespa modificată pentru parașutiștii francezi care transportau (nu trăgeau cu) o armă antitanc.
- VNC Super 125
- VBC Super 150
- VBA 150
- VB1 150
- VBB 150
- 125 GT
- V9A
- VNA
- VNB 125
- Vespa U - U este pentru utilitaria (engleză - economică). Model din 1953 cu un preț de 110.000 de lire italiene (aproximativ 175 USD), au fost produse 7.000
- GS 150
- GS 160
- SS 180
- Vespa 90 (3 viteze)
- Vespa 50 (3 viteze)
- SS50 (4 viteze)
- SS90 (4 viteze) - 90 SS Super Sprint
- 150 GL
- 90 Racer
- 125 TS
- 100 Sport
- 125 GTR
- VLB 150 Sprint
- VLB 150 Sprint Veloce ( Vespa Sprint )
- 180 Super Sport
- Raliul 180
- Raliul 200
- 125 Nuova (VMA-1T) - Preludiu la Primavera
- Primavera 125 și ET3 (versiunea cu 3 porturi)
- PK 50
- PK 50 XL
- PK 50 Roma (Automat)
- 50 S
- 50 Special
- 50 Special Elestart
- 50 Sprinter / 50 SR (D)
- 50 Special Revival (Limitat la 3.000 de unități numerotate numai pentru Italia, lansate în 1991)
- COSA 1 - 125
- COSA 2 - 125
- P 80 / P 80 E (Franța)
- P 80 X / PX 80 E (Franța)
- PK 80 S / Elestart
- PK 80 S Automatica / Elestart
- PK 100 S / Elestart
- PK 100 S Automatica
- VNA 1961 Model vespa in atelier PK 100 XL
- P125ETS
- PK 125 XL / Elestart
- PK 125 S
- PK 125 E

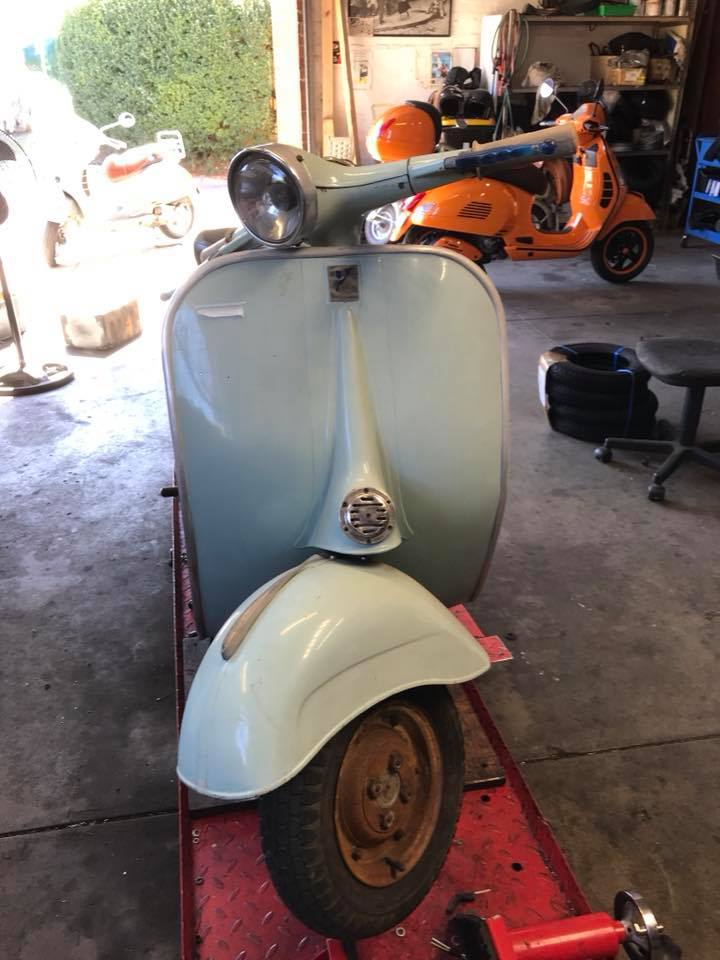
VNA 1961 Model vespa in atelier

- PK 125 Automatica (transmisie automata)
- Vespa P 150 S
- P 125 X
- PX 125 E/Electronic
- P 200 E
- PX 200 E FL
- PX 200 Serie Speciale (Limitat la 400 de unități numerotate numai în Marea Britanie)
- Vespa TX 200 (numai Spania)
- T5 / Elestart (motor cu 5 porturi 125<span typeof="mw:Entity" id="mwAbc">&nbsp;</span>cc seria P)
- T5 Classic (motor cu 5 porturi 125<span typeof="mw:Entity" id="mwAbo">&nbsp;</span>cc seria P)
- T5 Millennium (motor cu 5 porturi 125<span typeof="mw:Entity" id="mwAb0">&nbsp;</span>cc seria P) (Limitat la 400 de unități numerotate numai în Regatul Unit)

### Recent
- ET2 50 - 2 timpi

- ET4 50 - 4 timpi
- ET4 125 (model euro)
- ET4 150 (model euro)
- ET4 150 (model american)
- ET8 150 (model de est)
- GT 125 (Granturismo 125)
- GT 200 (Granturismo 200)
- GTS 250ie

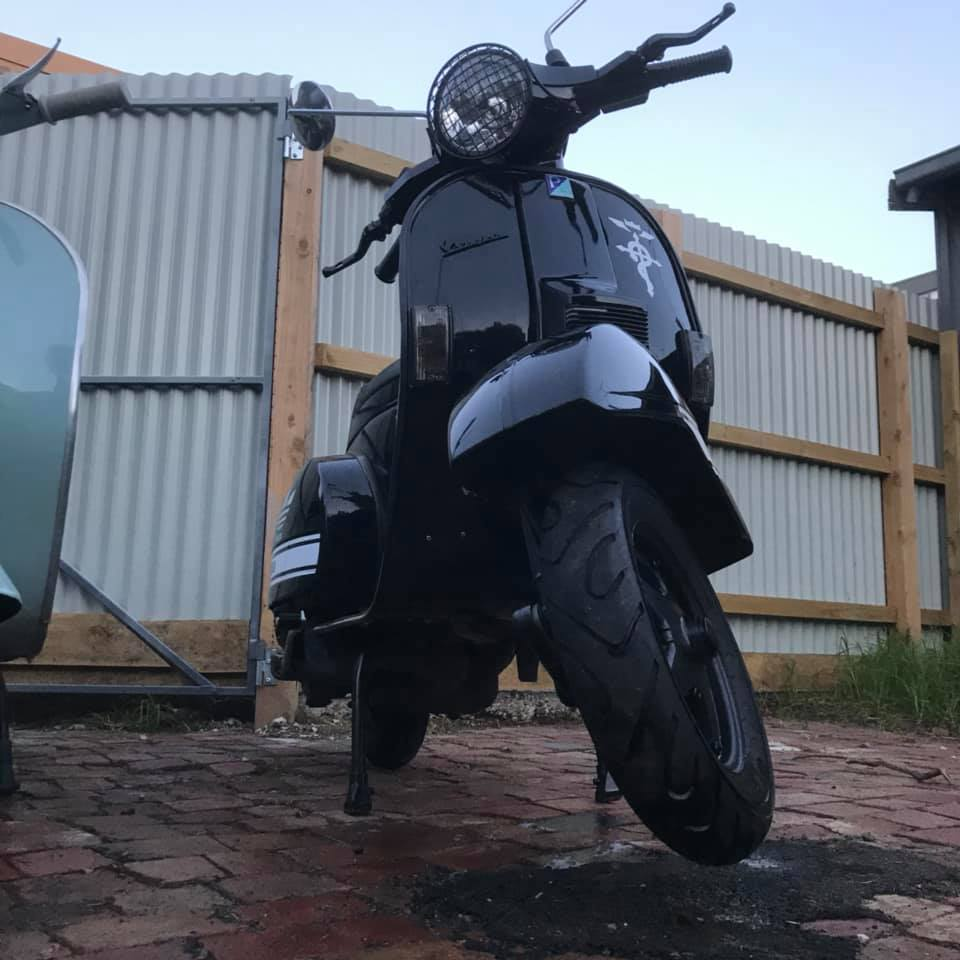
Model 2005 PX 200 cu grilaj pentru faruri

- GTS 250 Super - Vândut doar pentru scurt timp în SUA, unde motorul de 278 cmc, așa cum a fost utilizat la 300 Super, nu fusese încă aprobat pentru utilizare. Înlocuit rapid de GTS 300 Super.
- PX 125
- PX 150 (reintrodus pe piețele din SUA și Canada în 2004)
- PX 200
- PL 170

### Actual
- LX 50
- LX 125
- LX 150

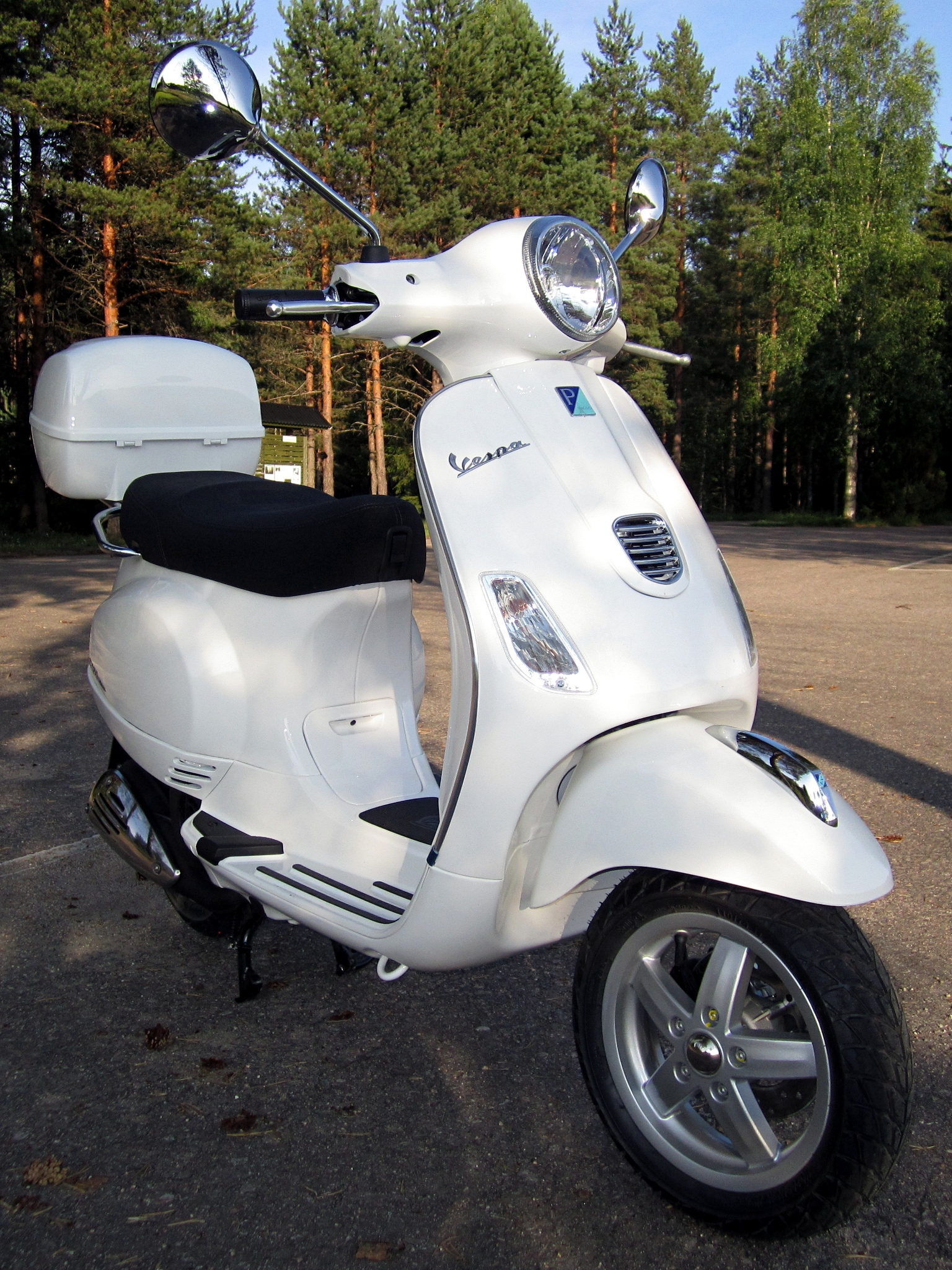
2013 Vespa LX150

- LXV 50 (varianta a 65-a aniversare a lui LX50)
- LXV 125 (varianta a 65-a aniversare a lui LX125)
- LXV 150 adică
- GT 60° 250 cc Ediție limitată. 999 produs in intreaga lume in culori unice si fiecare primind o insignă comemorativă, personalizată cu inițialele proprietarului. Dispune de farul montat pe aripa frontală, comun numai cu GTV 250.
- GTS 125
- GTS 150
- GTS 250ie
- GTS 250 ie abs
- GTS 300 (2010)
- GTS 300 Super (2008)
- GTV 125 (varianta a 65-a aniversare a lui GTS 125)
- GT 60 (varianta de rulare limitată pentru aniversarea de 60 de ani a lui GTS 250) Dispune de farul montat pe aripi ca un tribut adus Vespaselor originale.
- GTV 250 Model standard bazat pe GTS250ie. Fizic similar cu GT60, dar disponibil într-o gamă de culori.
- GTV 300ie
- PX 30 125 (O ediție limitată, doar 1000 produse pentru a sărbători cei 30 de ani ai gamei P [13] )
- PX nou 2011 150 (și ulterior și 125); nu doar o ediție limitată: în 2011, seria PX a reluat să fie produsă în Italia, după o absență de 3 ani din cauza restricțiilor Uniunii Europene privind emisiile de motoare Euro III nerespectate. Cu ocazia împlinirii a 150 de ani de la unirea Italiei, Piaggio a propus această versiune specială, cu o șa reproiectată, dar cu aceeași „experiență Vespa”. [14]
- S 50 și S 125 model nou 2007, prezentat la Salonul Auto de la Milano, noiembrie 2006
- S 150 (2008)
- Zafferano 50 cc și 125 cc (O ediție limitată, numai 200 produse) [15]
- Vespa Primavera 50 / 125 (Începând din 2014, acesta va fi modelul actual și va înlocui LX)
- Vespa Sprint 50 / 125 (Începând din 2014, acesta va fi modelul actual și va înlocui S)

### Vespa 946

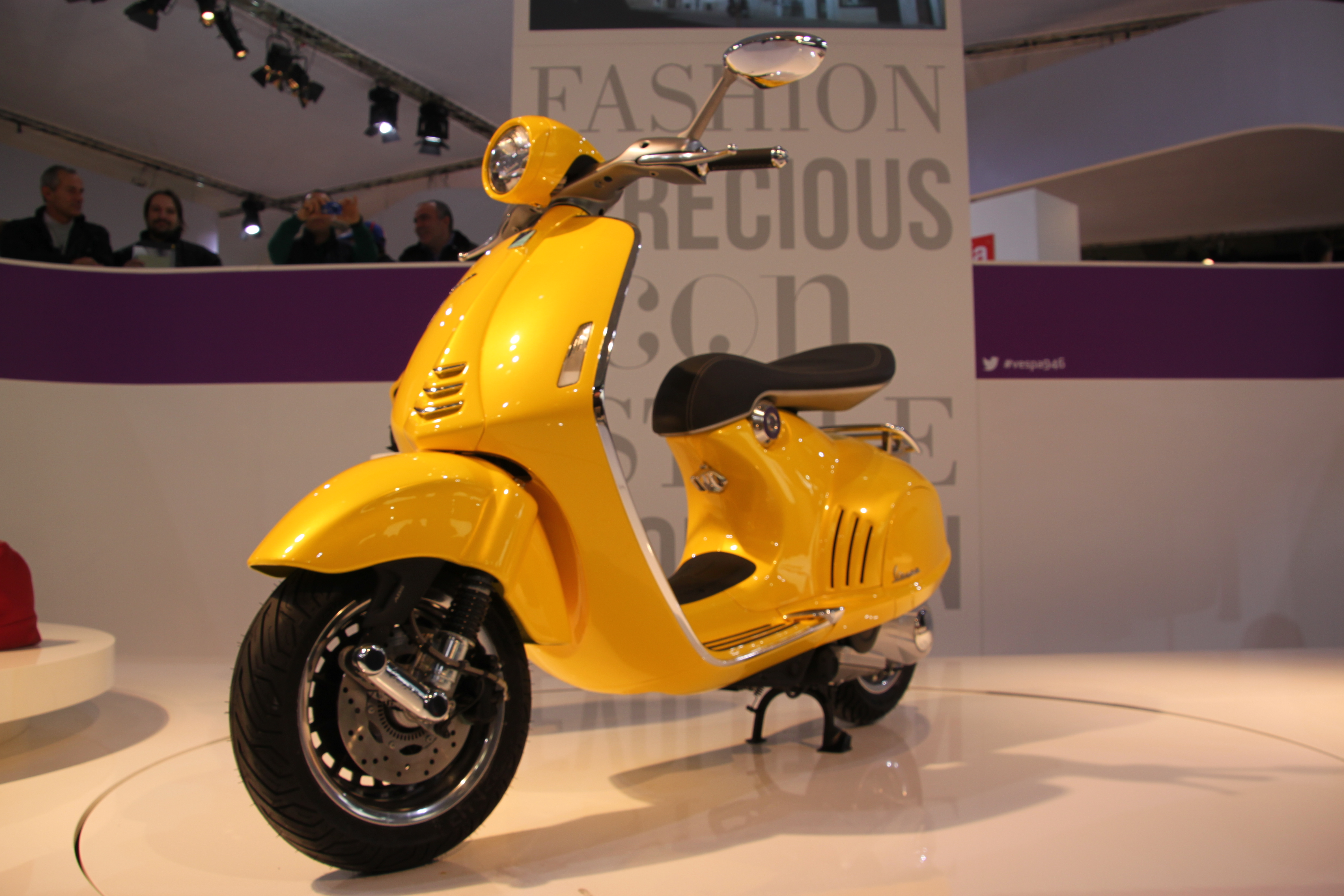
Vespa 946

Vespa 946 este un scuter anunțat de Piaggio, care s-a vândut începând cu iulie 2013. Piaggio a prezentat conceptul retro-futurist Vespa Quarantasei, inspirat de prototipul Vespa MP6 din 1945, la salonul motocicletelor EICMA din 2011. Versiunea finală de producție, redenumită Vespa 946, a apare anul următor, la EICMA 2012. Modelul 946 va fi echipat cu noul motor Piaggio cu un singur cilindru, cu trei supape, răcit cu aer, cu o putere pretinsă de 11 hp (8.7 kW) la o capacitate de 125 cc și o versiune cu 13 hp și capacitate de 150cc.   

### Vehicule electrice

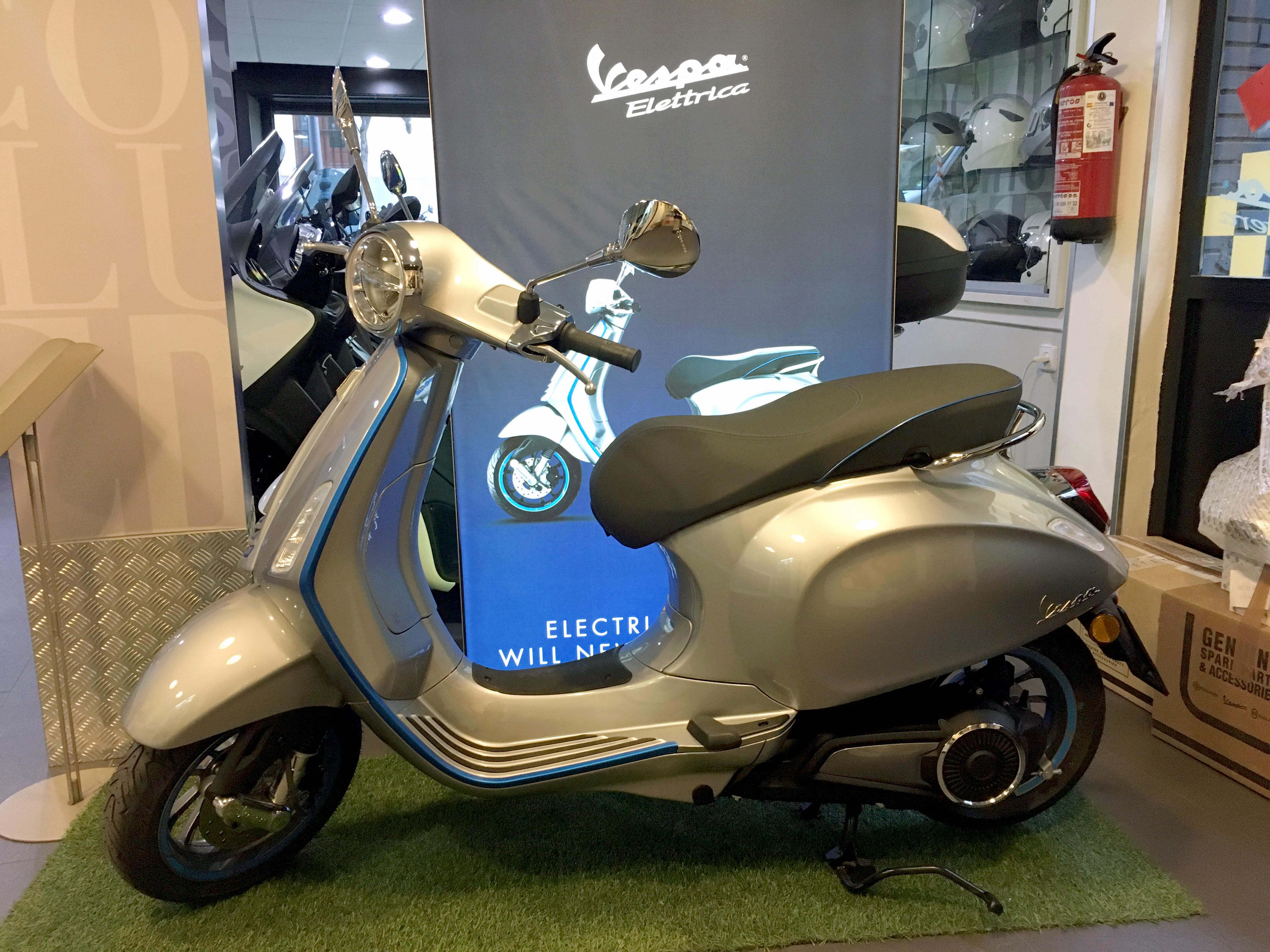
Electric Vespa Electrica din Madrid, Spania

Vespa Elettrica cu o baterie de 2 kW și o autonomie de 100km .  Va exista și o opțiune hibridă cu o autonomie de 200 km. Piaggio a început producția în septembrie 2018 iar modelul  fost lansat la începutul lui 2019. 

### Modele Speciale
Mașini unice și speciale:
- Montlhéry – produs în 1950 pentru a doborî recordurile mondiale pe circuitul francez cu același nume . A doborât 17 recorduri în 10 ore
- Torpedo – 1951 125 cc special cu pistoane contra-opuse. Dino Mazzoncini a stabilit recordul mondial la kilometru la o medie de 171 km/h

## Vezi si
- Lista companiilor din Italia
- Lista producătorilor și mărcilor de scutere
- Lista producătorilor de motociclete
- Vespa 400 – o mașină făcută tot de Piaggio

### Citate
1. ↑  Vespa - A Story of Success
2. ↑  „Photogallery - TrovaCinema - la Repubblica.it” (în italiană). Capital.it. Arhivat din original la 6 ianuarie 2009. Accesat în 16 octombrie 2010.
3. ↑  Miami Auto Museum website Arhivat în 12 februarie 2016, la Wayback Machine.
4. ↑  Vespa - it still has that buzz[nefuncțională – arhivă]
 Sunday Times.
5. ↑  „Bulletproof Scooters”. Bulletproofscooters.com. Arhivat din original la 28 august 2005.
6. ↑  „An Italian Icon: The VESPA”. LivItaly Tours. 2 martie 2016. Accesat în 5 iulie 2018.
7. ↑  „Vespa Production Starts in Vietnam”. Drive. 2017. Arhivat din original la 10 aprilie 2019. Accesat în 23 octombrie 2018.
8. ↑  „Masih Berbatu-Batu”. Majalah Tempo Online. 11 decembrie 1976. Arhivat din original la 10 ianuarie 2020. Accesat în 10 ianuarie 2020.
9. ↑  „Didorong Piaggio”. Majalah Tempo Online. Arhivat din original la 10 iulie 2012. Accesat în 5 martie 2012.
10. ↑  „World's most popular wasp: Vespa at 75 years old”. 20 iulie 2021.
11. 1 2 3  „A HISTORY OF THE DOUGLAS VESPA”. Veteran Vespa Club UK. Arhivat din original la 28 februarie 2010. Accesat în 24 august 2010.
12. ↑  „Autosoviet: VYATKA”. Autosoviet.altervista.org. Accesat în 16 octombrie 2010.
13. ↑  „Essai du VESPA PX30 125”. Scooter Infos. Accesat în 16 octombrie 2010.
14. ↑  „Anteprima: Piaggio Vespa PX 2011”. Motorbox.com. Accesat în 4 octombrie 2011.
15. ↑  „Vespa Official Web Site”. Uk.vespa.com. Arhivat din original la 5 mai 2010. Accesat în 14 iunie 2009.
16. ↑  Vespa’s first electric scooter is coming in 2018 with 62 miles of range
17. ↑  „Piaggio Group: Vespa Elettrica to go into production in September”. 27 august 2018. Arhivat din original la 22 februarie 2024. Accesat în 26 decembrie 2023.

## Linkuri externe
- Site web oficial
- Official Vespa 946 website
- Vespa Vin Decoder—guide to decoding frame and engine numbers on older Vespas
- Vespa manuals— A nice collection of manuals for older Vespas
- Vespa at the Piaggio Museum the official factory museum
- Dolce vita on a Vespa—summary of Peter Moore's travels in Italy on a Vespa (from The Guardian)
- Piaggio Vespa pe Internet Movie Cars Database